# Tylogonus auricapillus
Tylogonus auricapillus är en spindelart som beskrevs av Simon 1902. Tylogonus auricapillus ingår i släktet Tylogonus och familjen hoppspindlar. Inga underarter finns listade i Catalogue of Life.